# Leinster
Leinster (iriska: Laighin) är en av Irlands fyra historiska provinser. De övriga är Munster, Ulster och Connacht. 
Leinster är den östligaste provinsen. Den består av grevskapen Carlow, Dublin, Kildare, Kilkenny, Laois, Longford, Louth, Meath, Offaly, Westmeath, Wexford och Wicklow. 